# Кокимбо
Коки́мбо (исп. Coquimbo) — город и морской порт в Чили. Административный центр одноимённой коммуны и провинции Эльки. Население города — 148 438 человек (2002). Город и коммуна входят в состав провинции Эльки и области Кокимбо. Город входит в состав городской агломерации Кокимбо — Ла-Серена.
Территория — 1 429 км². Численность населения — 227 730 жителя (2017). Плотность населения — 159,4 чел./км².

## Этимология
Происхождение термина «Кокимбо» долгое время оспаривалось. Некоторые исследователи установили, что термин происходит от слова Coquimpu на языке кечуа (в переводе означающее «место спокойных вод»), которое, будучи привнесённым местным населением (Чанго и Диагита), населяющим прибрежные районы, дало начало слову «Coquimbo» («Кокимбо»). Другие отмечают, что этот термин происходит от Cuquimbu, названия, под которым была известна впадина долины Эльки. Поэтому Кокимбо называли всю территорию известную сегодня как провинция Эльки.

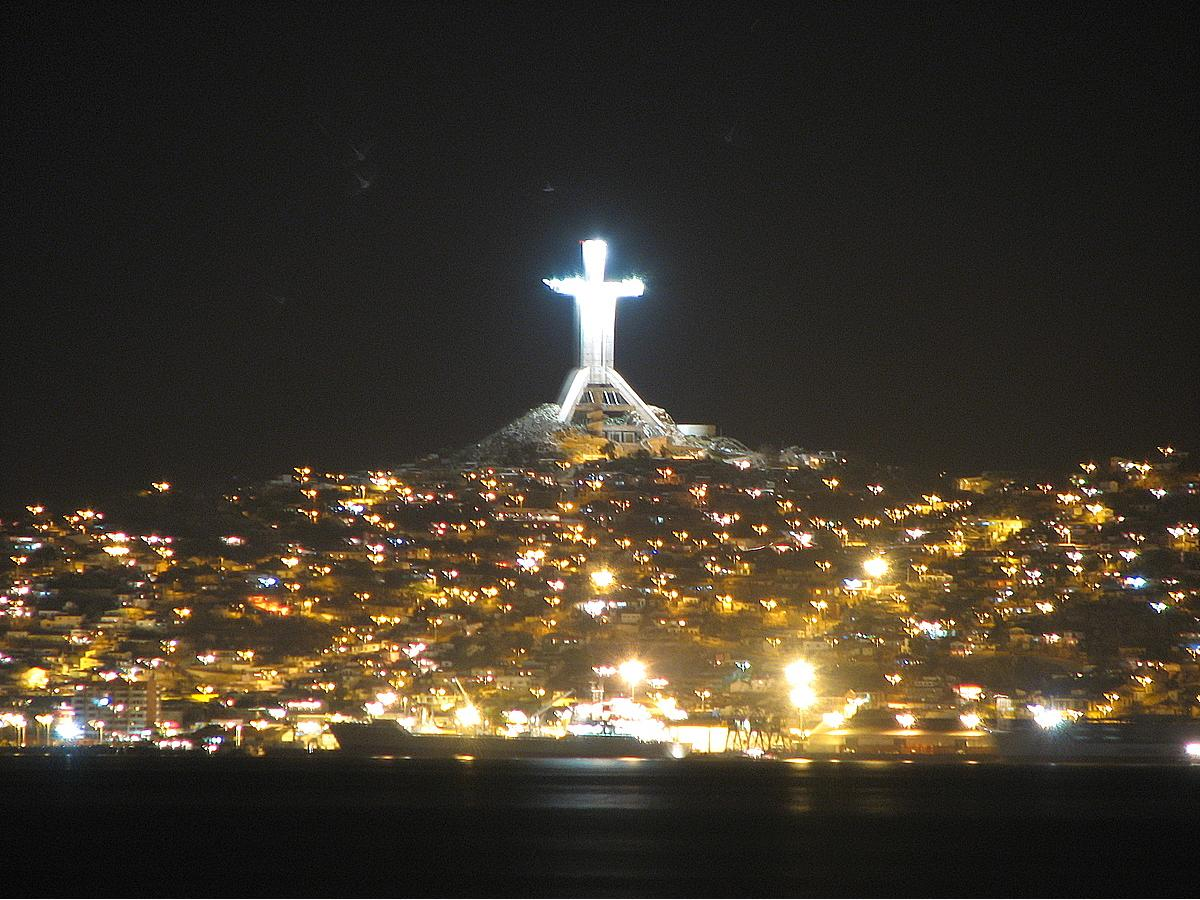
Ночной вид на залив Кокимбо.

## История
В 1553 году название впервые упоминается в книге «Хроника Перу» Сьеса де Леона:
« Около этой косы есть порт Кокимбо, между ним и пройденной косой семь островов. Порт лежит на 29 ½ градусах.»
Территория, на которой находится город (бухта и холмы), была населена коренными жителями, которые использовали её как место жительства и место для рыбной ловли. Как Педро де Вальдивия, когда проезжал по этой территории во время своей экспедиции, направляясь в будущий Сантьяго (он писал об этом в своём письме королю Карлу V в 1550 году), так и Хуан Боон, создавая город Ла-Серена, сошлись во мнении, что это место хорошо подходило для создания порта.
Преимущества побережья были также описаны в судовых журналах разных штурманов и корсаров той эпохи, таких как Фрэнсис Дрейк (который прибыл на территорию Кокимбо в место, называемое Пунта Тортуга, в 1578 году), Бартоломео Шарп (который высадился на этой территории в 1680 году) и Эдвард Дэвис в 1686 году.
Насколько известно, первой владелицей земель, которые занимает этот порт, была Изабель Беатрис Колья. Однако, позже Бернардо Альварес де Тобар, писец муниципалитета Ла-Серены, обратился с просьбой в Королевский Суд о предоставлении ему во владение этих земель на основании супружеских уз с доньей Изабель. Через несколько лет земли перешли во владение Агустина Альвареса де Тобар, который в 1670 году продал часть земель Хуану Альваресу и Альенде. А тот, в свою очередь, в 1710 году продал часть земель монастырю.
В начале XIX века Кокимбо был небольшим селением рыбаков. Однако, железная дорога, которая соединила месторождения полезных ископаемых с портом, и литейные заводы меди позволили городу вырасти и развиться.
Муниципалитет Кокимбо был создан 5 мая 1867 года, и первым алькальдом стал Хосе Хоакин Эдвардс Оссандон. Статус города Кокимбо получил 4 сентября 1879 года во время правления Анибала Пинто.
В 1922 году территория пострадала от цунами в результате землетрясения в провинции Атакама. Землетрясение достигло 7 баллов по шкале Рихтера и повлекло за собой гибель сотен людей.
В сентябре 1931 года город стал местом восстания эскадры. Восставшая эскадра стояла на якоре в этом порту и бомбардировалась самолётами военно-воздушных сил Чили, которые были сконцентрированы на аэродроме Туки соседнего города Овалье.

## Расположение
Город расположен на берегу одноимённой бухты Тихого океана в 12 км на юго-запад от адм.центра области города Ла-Серена.
Коммуна граничит:
- на северо-востоке — с коммуной Ла-Серена

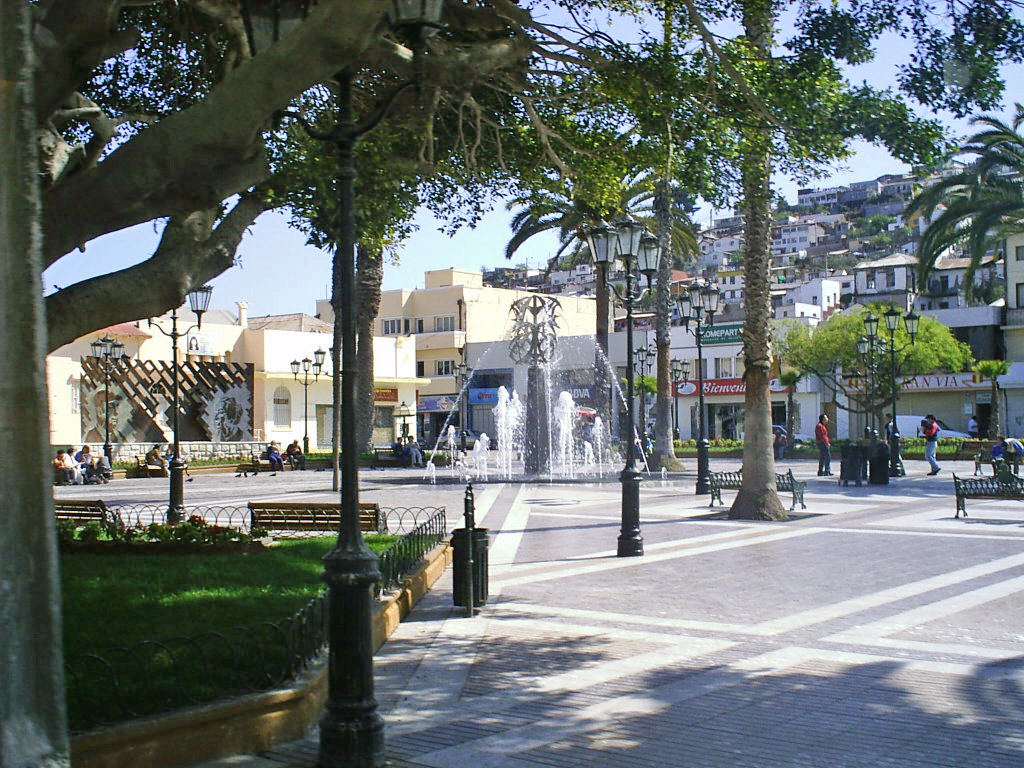
Площадь Кокимбо

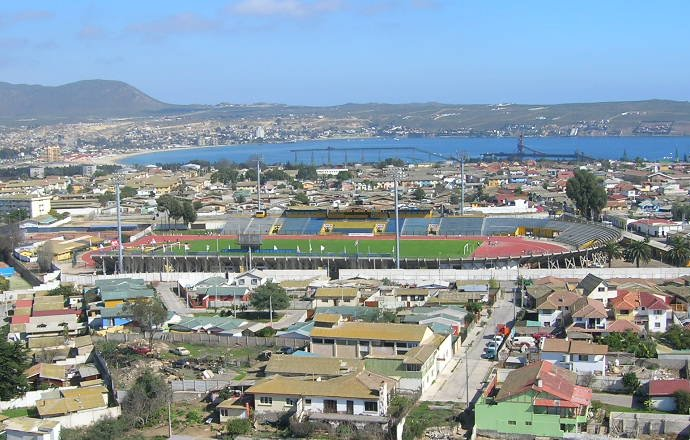
Вид на стадион Франсиско Санчес Руморосо

- на востоке — с коммуной Андакольо
- на юге — с коммуной Овалье

На западе расположен Тихий океан.

## Достопримечательности

### Крест Миллениум
Крест Миллениум — памятник, расположенный на холме Эль Вихия де Кокимбо. Был возведён по случаю двухтысячного юбилея католической церкви. Его строительство было начало в 1999 году и закончено в 2001 году.
Это сооружение, которое состоит из 3 уровней, составляет 93 метра в высоту и находится на высоте 197 метров над уровнем моря. Он считается самым высоким памятником в Южной Америке.

### Мечеть Кокимбо
Культурный исламский центр Мухаммеда VI, больше известный как «Мечеть», это мечеть, расположенная на холме Вилла Доминанте в Кокимбо. Её строительство началось в 2003 году.
Это масштабная копия Мечети Кутубия города Марракеш в Марокко площадью 720 квадратных метров, с минаретом 40 метров высотой.

## Транспорт
- Аэропорт Лас-Такас
- Морской порт Кокимбо
- Ж/д станция

## Демография
Согласно сведениям, собранным в ходе переписи 2017 г. Национальным институтом статистики (INE), население коммуны составляет:
| Полное население                          | Полное население                          | Полное население                          | Полное население                          | Полное население                          | 227 730 |
| ----------------------------------------- | ----------------------------------------- | ----------------------------------------- | ----------------------------------------- | ----------------------------------------- | ------- |
| в том числе:                              | Городское население                       | 214 550                                   | Процент городского населения, %           | 94,21                                     |         |
|                                           | Сельское население                        | 13 180                                    | Процент сельского населения, %            | 5,79                                      |         |
|                                           | Мужское население                         | 109 872                                   | Процент мужского населения, %             | 48,25                                     |         |
|                                           | Женское население                         | 117 858                                   | Процент женского населения, %             | 51,75                                     |         |
| Плотность населения, чел/км²              | Плотность населения, чел/км²              | Плотность населения, чел/км²              | Плотность населения, чел/км²              | Плотность населения, чел/км²              | 159,4   |
| Население коммуны в % к населению области | Население коммуны в % к населению области | Население коммуны в % к населению области | Население коммуны в % к населению области | Население коммуны в % к населению области | 30,06   |

| Динамика изменения населения коммуны | Динамика изменения населения коммуны | Динамика изменения населения коммуны | Динамика изменения населения коммуны |
| ------------------------------------ | ------------------------------------ | ------------------------------------ | ------------------------------------ |
| 1992                                 | 2002                                 | 2012                                 | 2017                                 |
| 122766                               | 163036▲                              | 202441▲                              | 227730▲                              |

## Важнейшие населённые пункты[5]
| №  | Населённый пункт      | Населённый пункт (исп.) | Категория | Население чел. (2002) | На карте                        |
| -- | --------------------- | ----------------------- | --------- | --------------------- | ------------------------------- |
| 1  | Кокимбо               | Coquimbo                | город     | 148438                | 29°57′11″ ю. ш. 71°20′17″ з. д. |
| 2  | Тонгой                | Tongoy                  | город     | 4435                  | 30°15′26″ ю. ш. 71°29′34″ з. д. |
| 3  | Серрильос             | Cerrillos               | посёлок   | 1674                  | 30°04′15″ ю. ш. 71°14′35″ з. д. |
| 4  | Гуанакерос            | Guanaqueros             | посёлок   | 1395                  | 30°11′52″ ю. ш. 71°25′19″ з. д. |
| 5  | Эль-Пеньон            | El Peñón                | посёлок   | 593                   | 30°08′13″ ю. ш. 71°13′07″ з. д. |
| 6  | Сан-Рафаэль           | San Rafael              | посёлок   | 534                   | 30°00′50″ ю. ш. 71°15′21″ з. д. |
| 7  | Триунфо-Кампесино     | Triunfo Campesino       | посёлок   | 517                   | 30°00′19″ ю. ш. 71°15′34″ з. д. |
| 8  | Тамбильос             | Tambillos               | посёлок   | 483                   | 30°11′49″ ю. ш. 71°13′27″ з. д. |
| 9  | Нуэва-Вида            | Nueva Vida              | посёлок   | 467                   | 30°04′58″ ю. ш. 71°14′04″ з. д. |
| 10 | Эль-Кармен            | El Carmen               | посёлок   | 462                   | 30°01′42″ ю. ш. 71°15′18″ з. д. |
| 11 | Лас-Барранкас         | Las Barrancas           | посёлок   | 325                   | 30°12′23″ ю. ш. 71°15′36″ з. д. |
| 12 | Эль-Саусе             | El Sauce                | посёлок   | 320                   | 30°00′55″ ю. ш. 71°20′00″ з. д. |
| 13 | Лас-Кардас            | Las Cardas              | посёлок   | 295                   | 30°17′00″ ю. ш. 71°15′21″ з. д. |
| 14 | Перла-дель-Норте-Чико | Perla del Norte Chico   | посёлок   | 212                   | 29°59′33″ ю. ш. 71°15′34″ з. д. |
| 15 | Пуэрто-Альдея         | Puerto Aldea            | посёлок   | 191                   | 30°17′45″ ю. ш. 71°36′34″ з. д. |
| 16 | Эль-Танге             | El Tangue               | посёлок   | 182                   | 30°20′53″ ю. ш. 71°33′32″ з. д. |
| 17 | Тоторалильо           | Totoralillo             | посёлок   | 164                   | 30°03′54″ ю. ш. 71°22′10″ з. д. |
| 18 | Эль-Эскориаль         | El Escorial             | посёлок   | 153                   | 30°01′28″ ю. ш. 71°15′10″ з. д. |
| 19 | Вилья-Эсперанса       | Villa Esperanza         | посёлок   | 153                   | 30°00′54″ ю. ш. 71°15′49″ з. д. |
| 20 | Гуачалалуме           | Guachalalume            | посёлок   | 150                   | 29°58′33″ ю. ш. 71°13′19″ з. д. |